# The Great Escape Artist
The Great Escape Artist è il quarto album in studio del gruppo musicale statunitense Jane's Addiction, pubblicato il 18 ottobre 2011 dalla Capitol.
Il disco è stato pubblicato dopo sette anni da Strays. I singoli estratti dall'album sono le canzoni End to the Lies, Underground e Irresistible Force. L'album è stato valutato freddamente dalla critica che tuttavia ha elogiato il cambiamento artistico del gruppo ed è stato paragonato a lavori dei Muse e Radiohead.

## Il disco
L'album ha ottenuto un modesto successo negli Stati Uniti ed alcuni lo hanno definito una versione "esotica" di Nothing's Shocking . Il gruppo ha sperimentato sonorità moderne ed elettroniche richiamanti il genere dance rock e l'art rock ma restano comunque le radici Heavy metal  della band grazie ai riff potenti di Dave Navarro. Successivamente Farrell ha dichiarato che il successivo album della band dovrà essere basato su altri stili e temi.

## Tracce
1. Underground – 3:07
2. End to the Lies – 3:31
3. Curiosity Kills – 4:29
4. Irresistible Force (Met the Immovable Object) – 4:00
5. I'll Hit You Back – 3:48
6. Twisted Tales – 4:29
7. Ultimate Reason – 3:49
8. Splash a Little Water on It – 5:13
9. Broken People – 3:39
10. Words Right Out of My Mounth – 3:49

## Formazione
- Perry Farrell - voce
- Dave Navarro - chitarra, piano
- Chris Chaney - basso
- Duff McKagan - basso (solo in alcuni concerti)
- Stephen Perkins - batteria, percussioni